# 柳园街道
柳园街道，是中华人民共和国山東省聊城市东昌府区下辖的一个乡镇级行政单位。

## 行政区划
柳园街道下辖以下地区：
王天甫社区、逯庄社区、豆营社区、利民社区、柳园社区、龙山社区、前街社区、陈庄社区、土城社区和聊大社区。